# مسعود قدیریان
مسعود قدیریان، (زادهٔ ۲ آبان ۱۳۶۹ در آران و بیدگل، اصفهان) ورزشکار و قهرمان بدنسازی کشور در مسابقات فدراسیون بدن‌سازی و پرورش‌اندام جمهوری اسلامی ایران و عضو تیم ملی است. او قهرمان سنگین‌وزن مسابقات گرند پریکس رومانی و قهرمان مسابقات کاپ آسیا در کیش است.

## زندگی‌نامه
مسعود قدیریان در تاریخ ۲ آبان ۱۳۶۹ در شهرستان آران و بیدگل واقع در استان اصفهان متولد شده و هم‌اکنون ساکن آران و بیدگل و تهران می‌باشد. وی مدیر یک باشگاه بدنسازی در شهرستان آران و بیدگل، همچنین مشغول به شغل مربیگری در تهران است.
او ورزش را از سال ۱۳۸۳ در چهارده سالگی با فوتبال درشهرستان آران و بیدگل شروع کرد و در شانزده سالگی بدنسازی را انتخاب کرد؛ پس از آن فقط به بدن‌سازی پرداخت. اولین مسابقه پرورش اندام وی در سال ۱۳۸۷ با کسب مدال طلا در آران و بیدگل آغاز شد.
مسعود قدیریان در مسابقات بدنسازی استان تهران و قم، حومه شهرستان‌های تهران و اصفهان ۳۲ عنوان قهرمانی با کسب مدال طلا و ۶ مقام اورال حومه دارد اما شهرت او بعد از قهرمانی در مسابقات کشوری سال ۱۳۹۹ و سال ۱۴۰۰ شروع شد.
وی همچنین در سال ۲۰۲۱ مقام اول مسابقات گرند پریکس رومانی را کسب کرد و در اسفند ماه ۱۴۰۰ قهرمان و برنده مدال طلای مسابقات کاپ آسیایی کیش شد.

## عناوین و افتخارات کشوری و جهانی
- کسب مدال طلا / مقام اول/ وزن مثبت ۷۵ / مسابقات آران و بیدگل / سال ۱۳۸۷
- کسب ۳۲ مدال طلا و ۶ اورالی / در مسابقات فدراسیون بدنسازی استان تهران، قم و مسابقات بدنسازی حومه تهران و اصفهان/ سال ۱۳۹۵ تا ۱۴۰۰
- کسب مدال نقره / مقام دوم / وزن مثبت ۱۰۰/ مسابقات کشوری در کیش / سال 1399[۳]
- کسب مدال نقره / مقام دوم / وزن مثبت ۱۰۰ / مسابقات کشوری در ارومیه / سال 1400[۴]
- کسب مدال برنز / مقام سوم / وزن مثبت ۱۰۰ / مسابقات کشوری در تهران /سال ۱۴۰۰
- کسب مدال طلا / مقام اول / وزن مثبت ۱۰۰ / مسابقات IFBB Pro گرندپریکس رومانی / سال 2021[۵]
- کسب مدال طلا / مقام اول / وزن مثبت ۱۰۰ / مسابقات کاپ آسیایی در کیش / سال 1400[۶]
- عضویت تیم ملی بدنسازی ایران در سال 1400[۷]
- کسب مدال طلا / مقام اول / وزن مثبت ۱۰۰ / مسابقات کشوری در کرمانشاه / سال ۱۴۰۱

## مدارک مربیگری
- مدرک علوم تغذیه از دانشگاه مشهد
- مدرک مربیگری از فدراسیون بدنسازی ایران
- مدرک ستون فقرات در ورزش
- مدرک مربیگری بین‌المللی از ارمنستان
- مدرک مربیگری از دبی
- مدرک مربیگری از انگلیس
- مدرک مربیگری بین‌المللی نچرال[۸]